# Lannilis
Lannilis (bretonisch Lanniliz) ist eine französische Gemeinde im Nordwesten der Bretagne im Département Finistère mit 5712 Einwohnern (Stand 1. Januar 2022). Sie befindet sich nahe dem Ärmelkanal auf einer Halbinsel der Côte des Abers.
Brest liegt 20 Kilometer südlich und Paris etwa 500 Kilometer östlich.

## Verkehr
Bei Brest gibt es die nächsten Abfahrten an den Schnellstraßen E 50 Richtung Rennes und E 60 Richtung Nantes.
Der Bahnhof von Brest ist Endpunkt von Regionalzügen und des TGV Atlantique nach Paris. Von 1898 bis 1940 gab es eine Schmalspurbahn, die in Plabennec von der Strecke Brest – Saint-Pol-de-Léon abzweigte, und die über Lannilis bis Landéda und weiter bis zum Hafen von Aber Wrac’h führte. Bereits 1931 wurde die Ersetzung durch Autobusverkehr beschlossen.
15 Kilometer südlich der Gemeinde nahe der Stadt Brest befindet sich der Regionalflughafen Aéroport de Brest Bretagne.

## Bevölkerungsentwicklung
| Jahr                       | 1962 | 1968 | 1975 | 1982 | 1990 | 1999 | 2008 | 2017 |
| Einwohner                  | 3612 | 3556 | 3686 | 3939 | 4272 | 4473 | 5084 | 5592 |
| Quellen: Cassini und INSEE |      |      |      |      |      |      |      |      |

## Sehenswürdigkeiten
- Kirche St. Peter und Paul

Siehe auch: Liste der Monuments historiques in Lannilis

## Gemeindepartnerschaft
Mit der Gemeinde Lapoutroie in den Vogesen besteht eine Städtepartnerschaft.

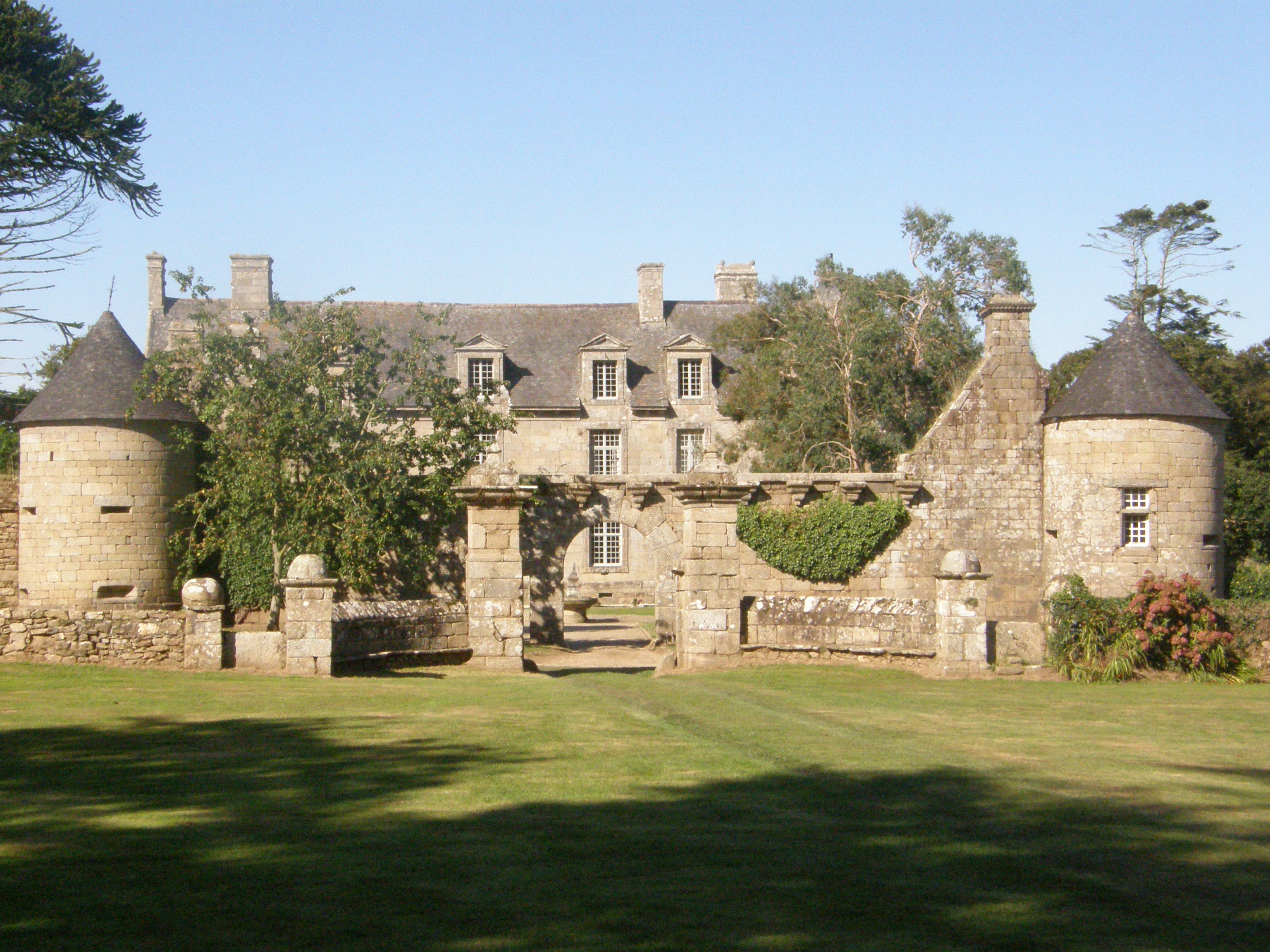
Herrenhaus Kérouartz